# Ernesto Farías
Pour les articles homonymes, voir Farías.
Ernesto Antonio Farías est un attaquant argentin. Il est né le  29 mai 1980 à Trenque Lauquen (Argentine), il mesure 1,84 m pour 76 kg et son pied préféré est le pied droit.

## Biographie
Il a fait ses débuts en tant que footballeur professionnel à Estudiantes de La Plata en 1998, où il est d'ailleurs devenu le meilleur buteur du tournoi d'ouverture (d'août à décembre) du championnat d'Argentine 2003. Il a marqué 95 buts dans ce club pour 205 matchs joués, entre 1998 et 2004. Il a ensuite préféré le club italien de l'US Palerme au FC Nantes, où il s'est engagé pour une saison : il y sera apparu à 13 reprises sans marquer un seul but. Puis, il est revenu en Argentine, plus exactement à Club Atlético River Plate et il a inscrit 42 buts en 80 rencontres disputées, entre 2005 et 2007. Il a aussi commencé l'aventure avec l'équipe nationale d'Argentine, le 3 septembre 2005, lorsque celle-ci s'est inclinée face au Paraguay 1 à 0. À l'issue de la saison 2007, il était annoncé pour un retour en Europe afin d'intégrer le club du FC Lorient mais cela ne s'est pas fait et il s'est mis d'accord le 6 juillet 2007 avec le club mexicain du Deportivo Toluca. Finalement le 23 juillet 2007 il fait volte-face en s'engageant pour 4 millions d'euros avec le FC Porto.
La principale caractéristique d'Ernesto est son sens du déplacement et donc sa capacité à se démarquer, parfois comparé à Gerd Müller. Son surnom est « tecla » (la touche) car lorsqu'il était jeune adolescent, ses dents inégales ressemblaient à des touches d'un clavier de piano selon ses coéquipiers de Estudiantes de La Plata.

## Carrière
| Période   | Club                    | Pays      | Matchs | Buts |
| 1998      | Estudiantes de La Plata | Argentine | 5      | 1    |
| 1999      | Estudiantes de La Plata | Argentine | 29     | 8    |
| 2000      | Estudiantes de La Plata | Argentine | 36     | 17   |
| 2001      | Estudiantes de La Plata | Argentine | 36     | 16   |
| 2002      | Estudiantes de La Plata | Argentine | 36     | 21   |
| 2003      | Estudiantes de La Plata | Argentine | 35     | 14   |
| 2004      | Estudiantes de La Plata | Argentine | 28     | 18   |
| 2004-2005 | US Palerme              | Italie    | 13     | 0    |
| 2005      | River Plate             | Argentine | 15     | 7    |
| 2006      | River Plate             | Argentine | 28     | 18   |
| 2006      | River Plate             | Argentine | 14     | 5    |
| 2007-2008 | FC Porto                | Portugal  | 16     | 6    |
| 2008-2009 | FC Porto                | Portugal  | 20     | 10   |
| 2009-2010 | FC Porto                | Portugal  | 17     | 7    |
| 2010      | Cruzeiro                | Brésil    | 7      | 3    |

## Statistiques
- 1 sélection en équipe d'Argentine
- 5 matchs de C1

## Palmarès
- Champion du Portugal en 2008, 2009 avec FC Porto
- Vainqueur de la Coupe du Portugal en 2009 avec FC Porto